# 河辺百枝
河辺 百枝（かわべ の ももえ）は、飛鳥時代の豪族。姓は臣。冠位は小錦上・民部卿。

## 出自
河辺氏（川辺氏）の名前は、河内国石川郡河野辺に由来する。この地は現在の大阪府南河内郡千早赤阪村に当たる。『新撰姓氏録』右京皇別上には、「武内宿禰四世孫宗我宿禰之後也」と掲載されている。同族に、『日本書紀』巻第十九の欽明天皇23年7月条（562年）に名前のあがっている河辺臣瓊缶（かわべ の おみ にえ）、巻第二十二の推古天皇31年是歳条（623年）で征新羅副将軍の1人とされた河辺臣禰受（かわべ の おみ ねず）、巻第二十五・二十六の、孝徳天皇の白雉5年2月（623年）に遣唐大使に選ばれ、翌年の斉明天皇元年8月1日に帰朝した河辺臣麻呂（かわべ の おみ まろ）などが存在する。主として対外関係の方面で活躍した一族である。

## 経歴
『書紀』巻第二十六によると、斉明天皇7年（661年）7月24日に天皇が崩御したのち、皇太子の葛城中大兄皇子（のちの天智天皇）は素服（あさものみそ＝麻衣の御服）を着て、「称制」を行い、即位しない状態で政務をとった。筑前国の朝倉宮（あさくらのみや、現在の福岡県朝倉市山田）から長津宮（ながつのみや、現在の福岡市南区三宅）へ遷幸してから、海外への軍政をとった。この地は那津（博多）に近く、水軍動員の利があった。
8月になってから、軍の編成を行い、百済救援軍を組織した。
1. 前軍の将軍 - 大花下（だいけげ）の阿曇比羅夫連（あづみ の ひらぶふ の むらじ）、そして小花下（しょうけげ）の河辺百枝臣（かわべ の ももえ の おみ）.
2. 後軍の将軍 - 大花下の阿倍引田比羅夫臣（あべのひけた の ひらふ の おみ）、大山上（だいせんじょう）の物部連熊（もののべ の むらじ くま）、大山上守君大石（もり の きみ おおいわ）
3. 別働隊 - 大山下（だいせんげ）の狭井連檳榔（さい の むらじ あじまさ）・小山下（せうせんげ）の秦造田来津（はた の みやつこ たくつ）

武器や五穀（食糧）も同時に送られている。
翌年5月、阿曇比羅夫らは船師（ふないくさ）170艘を率いて、豊璋と途中で加わった鬼室福信らを百済に送り、豊璋を百済王位につけた。百枝たちの任務はいちおう終了した。この後、河辺百枝がどのような働きをしたのかは、描写されてはいない。
天智天皇2年（663年）8月の白村江の戦いは唐・新羅軍の圧勝に終わり、大和政権が百済に擁立した王、余豊璋は、数人の供と船に乗って高句麗へ亡命した。翌月7日、百済軍の拠点であった州柔城（つぬさし）は、唐に降伏した（『資治通鑑』では降伏の日を9月8日としている）。百済の遺民たちは、「百済も今日でおしまいだ」と言い、今後のことを相談する目的で日本軍の駐屯する弖礼城（てれさし）へ行った。そして、日本の軍将に従い、妻子共々船で日本へと向かった。
それから14年後、『書紀』巻第二十九によると、天武天皇6年（677年）10月、内小錦上（うちしょうきんじょう）の河辺臣百枝は、民部卿（かきべのかみ）に任命された。
一族の河辺臣子首（かわべ の おみ こびと）は天武天皇10年（681年）12月に筑紫国へ派遣されて、新羅使の金忠平（きんちゅうぴょう）を饗応したという。川辺臣は、天武天皇13年（684年）11月の八色の姓で、第2位の「朝臣」の姓を授与されている。